# Jean Briçonnet
Pour les articles homonymes, voir Briçonnet.
Pour les autres membres de la famille, voir famille Briçonnet.

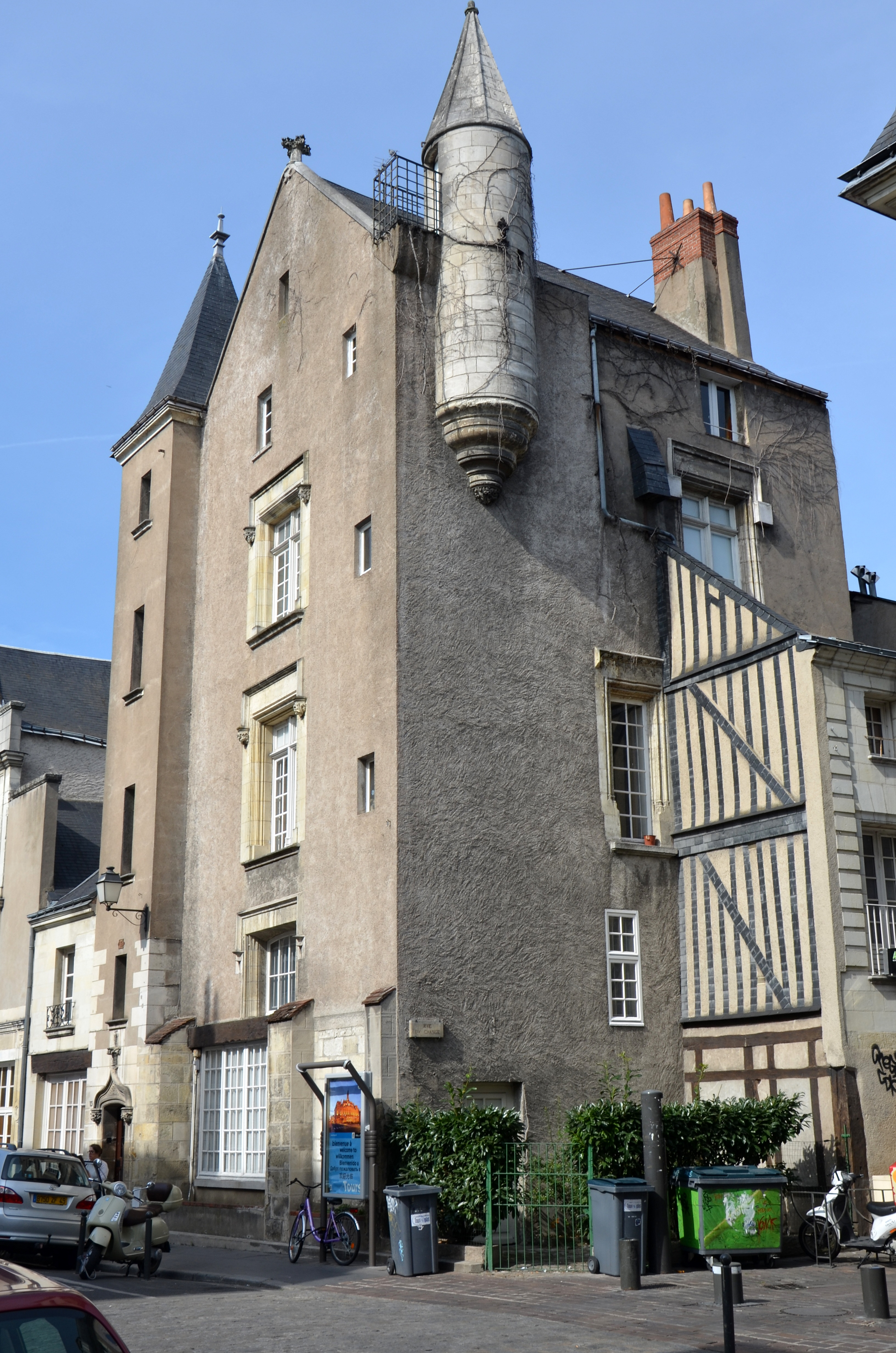
Hôtel (dit) de Jean Briçonnet, 13 rue de Châteauneuf à Tours.

Jean Briçonnet, l'aîné, surnommé « le Père des pauvres », né vers 1420 et mort le 30 octobre 1493, à Tours, est un magistrat français issu de la famille Briçonnet, premier maire de Tours en 1462.

## Biographie
Secrétaire du roi Charles VII, il est commis à la régis de la régale de l'archevêché de Tours en 1443.
Élu par le roi sur le fait des aides et commis à la recette des condamnations et amendes, il est chargé, en 1457, de la liquidation des biens de Jacques Cœur.
Tours sollicite auprès de Louis XI, installé en Touraine, le privilège de Noblesse (noblesse de cloche) accordé pour le maire annuel, les 25 échevins perpétuels et les 75 pairs à vie qui composent le corps municipal. L'envoi des lettres patentes, qui nécessita le paiement onéreux de 500 écus d'or, furent envoyés à Saint-Jean-d'Angély en février 1462. Et le 8 octobre suivant, Jean Briçonnet est élu maire de Tours.
Il fait rebâtir l'église Saint-Clément de Tours (aujourd'hui se trouvent les Halles de Tours) qu'il dote richement comme donateur et non en qualité de maire, où se trouvaient les armoiries des familles Briçonnet et Gallocheau.
Il est chargé du paiement des ouvrages et bâtiments du château de Langeais en 1465 et 1467, et devient receveur général des finances de Languedoïl, à la place de Pierre Jobert, par lettres datées d'Orléans le 14 décembre 1466. Il est également commis, par lettre du 8 mai 1473, au paiement de la construction, par les maçons de Tours Jean Pépin et Pierre Bertaut, d'une muraille clôturant le parc du château de Plessis-lès-Tours.
En 1474, il effectue un paiement au sculpteur Michel Colombe pour avoir taillé en pierre un petit patron pour le projet de sépulture du roi.
Louis XI lui confirme son anoblissement par lettres, données à Rouen en juin 1475.
Il passe les dernières années de sa vie à Tours, où il est de nouveau élu sur le fait des aides. En outre, il participe activement à l'administration municipale de la ville.

### Décès
Il meurt le 30 octobre 1493 et est enterré dans l'église de Sainte-Croix de Tours (supprimée en 1781-82), avec ses père et mère, comme il l'avait ordonné dans ses testaments de 1471 et 1491. On peut encore apercevoir des vestiges de Sainte-Croix sur la maison située à gauche de l'hôtel dit de Jean Briçonnet, rue de Châteauneuf.

## Famille
Jean Briçonnet, seigneur de Varennes, de Chanfreau, des terres de La Kaéri (en Touraine) et du Port(e)au, est le fils de Jean Briçonnet (?-13 juillet 1447) et de Jeanne Belleteau.
Il épouse Jeanne Berthelot (?-1510), fille de Jean, maître de la Chambre aux deniers de la reine Marie d'Anjou, et de Perronnelle Thoreau, et tante de Gilles Berthelot, dont ils eurent :
- Guillaume Briçonnet l'Aîné (?-1477), auditeur des comptes en 1467, conseiller au parlement en 1469
- Jean Briçonnet (?-1477), secrétaire du roi Louis XI
- Martin Briçonnet (?-1502), chanoine de Saint-Martin et Saint-Gatien de Tours
- Robert Briçonnet (?-1497), chancelier de France, archevêque de Reims
- Pierre Briçonnet (?-1509), maître des comptes sous Louis XI, général des finances en Languedoc (1493-1496) sous Louis XII
- Guillaume Briçonnet (1445-1514) le Jeune, dit le cardinal de Saint-Malo